# يحيى بن درست القرشي
الإمام يحيى بن درست بن زياد، أبو زكريا، البصري، البكراوي، القرشي، الهاشمي، من رواة الحديث الثقات، عاش في البصرة.

## روايته للحديث النبوي
- روى عن: أبي إسماعيل إبراهيم بن عبد الملك القناد، وحماد بن زيد، وعلي بن الربيع ويقال ابن الهيثم، ومحمد بن ثابت العبدي، وأبي عوانة.
- روى عنه: الترمذي، والنسائي، وابن ماجة، وإبراهيم بن الحسين بن إبراهيم بن قيس الصفار البصري، وإبراهيم بن محمد ابن الحارث بن نائلة، وإبراهيم بن محمد بن الحسن ابن متويه الأصبهانيان، وإبراهيم بن محمد بن الحسين الصفار، وأبو بكر أحمد بن عمرو بن أبي عاصم، وأحمد بن عمرو القطراني، والحسن بن علي بن شبيب المعمري، وأبو بكر عبد الله بن محمد ابن أبي الدنيا، وعبدان بن أحمد الأهوازي، والقاسم بن زكريا المطرز. وآخرون كثر.
- الجرح والتعديل ذكره أبو حاتم بن حبان البستي: في الثقات. وقال أحمد بن شعيب النسائي: ثقة. وقال ابن حجر العسقلاني: ثقة.